# Decipha demota
Decipha demota är en insektsart som först beskrevs av Melichar 1909.  Decipha demota ingår i släktet Decipha och familjen Ricaniidae. Inga underarter finns listade i Catalogue of Life.